# Todesfall Eric Garner
Der Todesfall Eric Garner ereignete sich am Nachmittag des 17. Juli 2014 auf Staten Island in New York. Dabei wurde der 43-jährige asthmakranke Afroamerikaner Eric Garner (* 15. September 1970) beim gewaltsamen Anlegen von Handschellen durch mehrere Polizisten während seiner Festnahme getötet. Bald darauf gelangten über YouTube zwei Videos des Vorfalls an die Öffentlichkeit und erregten großes nationales und internationales Aufsehen. Sein Ausspruch „I can’t breathe“ (deutsch „Ich kann nicht atmen“) wurde zu einer Parole der Black-Lives-Matter-Bewegung.
Der Vorfall ereignete sich kurz vor dem aufgrund der Folgen noch aufsehenerregenderen Todesfall Michael Brown in Ferguson (Missouri) und führte ebenfalls zu einer Untersuchung. Eine Grand Jury entschied am 3. Dezember 2014, den Hauptakteur der Polizei im Fall Eric Garner, Daniel Pantaleo, nicht anzuklagen. Schon Ende November hatte man im Fall Michael Brown ebenso entschieden, so dass man in New York ähnliche Unruhen befürchtete. Es blieb aber letztlich bei Demonstrationen.

## Geschehen
Garner wurde von Polizeibeamten vor einem Kosmetikgeschäft angesprochen, wo er eine Auseinandersetzung durch sein Eingreifen beendet hatte. Sie verdächtigten ihn, unversteuerte Einzelzigaretten zu verkaufen. Garner verwahrte sich gegen eine körperliche Durchsuchung, worauf die Polizisten ihn festnahmen, während eine zweite Streife eintraf. Einer der Polizisten nahm Garner von hinten in einen Würgegriff, was der New Yorker Polizei bereits seit 1993 ausdrücklich verboten war.
Mehrere Beamte rangen den großen, übergewichtigen Mann zu Boden. Dort liegend rief er mehrfach vernehmlich „I can’t breathe“ (deutsch „Ich kann nicht atmen“) und verlor dann das Bewusstsein. Inzwischen waren weitere Polizisten eingetroffen; eine Beamtin versuchte, am Hals den Puls Garners zu ertasten. Wiederbelebungsversuche erfolgten nicht. Erst nach mehreren Minuten wurde Garner in ein Krankenhaus abtransportiert, wo man seinen Tod feststellte.

## Folgen
Der Polizist Daniel Pantaleo, der Garner gewürgt hatte, war bereits 2013 Anlass für zwei Bürgerrechtsklagen gewesen. Pantaleo soll bei zwei Festnahmen brutal und rassistisch motiviert vorgegangen sein. Pantaleo wurde im September 2014 nach einer gerichtsmedizinischen Untersuchung der Todesumstände Garners vor Gericht gestellt. Die Geschworenen der Grand Jury kamen jedoch zu dem Schluss, dass es keinen begründeten Anlass für die Erhebung einer Anklage gebe, teilte die New Yorker Staatsanwaltschaft im Dezember 2014 mit.
Der damalige US-Präsident Barack Obama erklärte dazu, dass das Justizministerium auch in diesem Fall, genau wie in Ferguson, wegen einer möglichen Verletzung der Bürgerrechte ermitteln werde: „Wir werden nicht ruhen, bis das Vertrauen zwischen unserer Bevölkerung und Polizei und Justiz wieder hergestellt ist. Im Moment sind wir Zeugen zu vieler Vorfälle, die bei den Menschen nicht das Vertrauen stärken, fair behandelt zu werden.“
Kurz nach der Entscheidung der Grand Jury, dass Pantaleo sich nicht für den Tod Garners verantworten muss, versammelten sich mehrere tausend Demonstranten am Times Square in Manhattan. An der Grand Central Station legten sich mehrere Demonstranten aus Protest auf den Boden. Es kam zu 30 Festnahmen, unter anderem von Demonstranten, die sich auf den Boden setzen wollten. Wegen der Demonstrationen wurde unter anderem der Holland Tunnel teilweise gesperrt, der Verkehr in New York kam teilweise zum Erliegen. Unter anderem soll sich der Regisseur Spike Lee an den Demonstrationen beteiligt haben. Auch in Washington, D.C., Boston, Oakland, Denver, Chicago, Pittsburgh und Minneapolis kam es zu Demonstrationen, bei denen Hunderte von Demonstranten unter anderem Autobahnen und Brücken blockierten. Ramsey Orta, der den Tod Garners gefilmt und die Aufnahmen veröffentlicht hatte, wurde wegen illegalen Waffenbesitzes angeklagt. Die Proteste flauten erst ab, nachdem im New Yorker Stadtteil Brooklyn zwei Polizisten von einem Mann erschossen worden waren, der behauptete, er habe Michael Brown und Eric Garner rächen wollen.

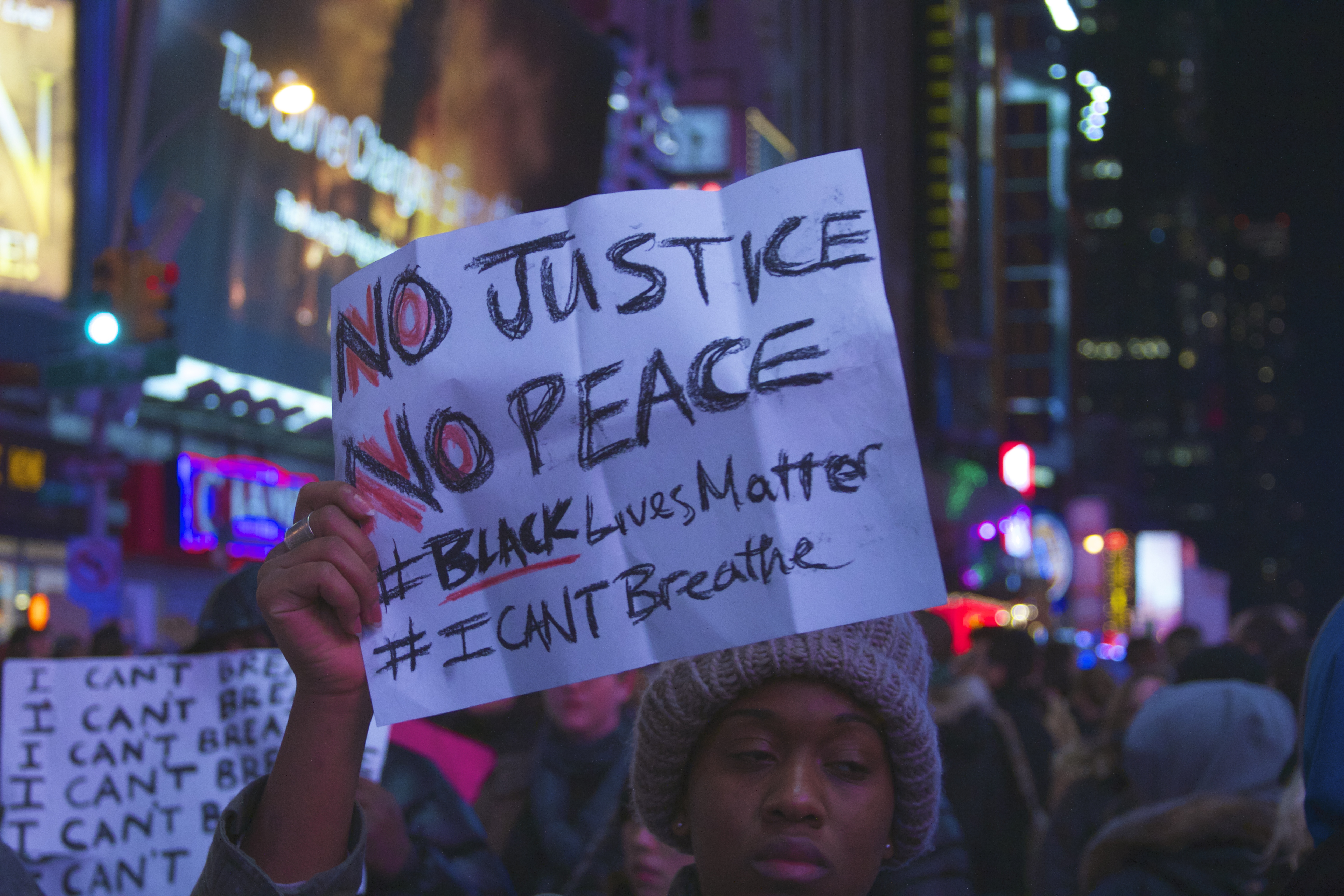
Proteste in New York City …
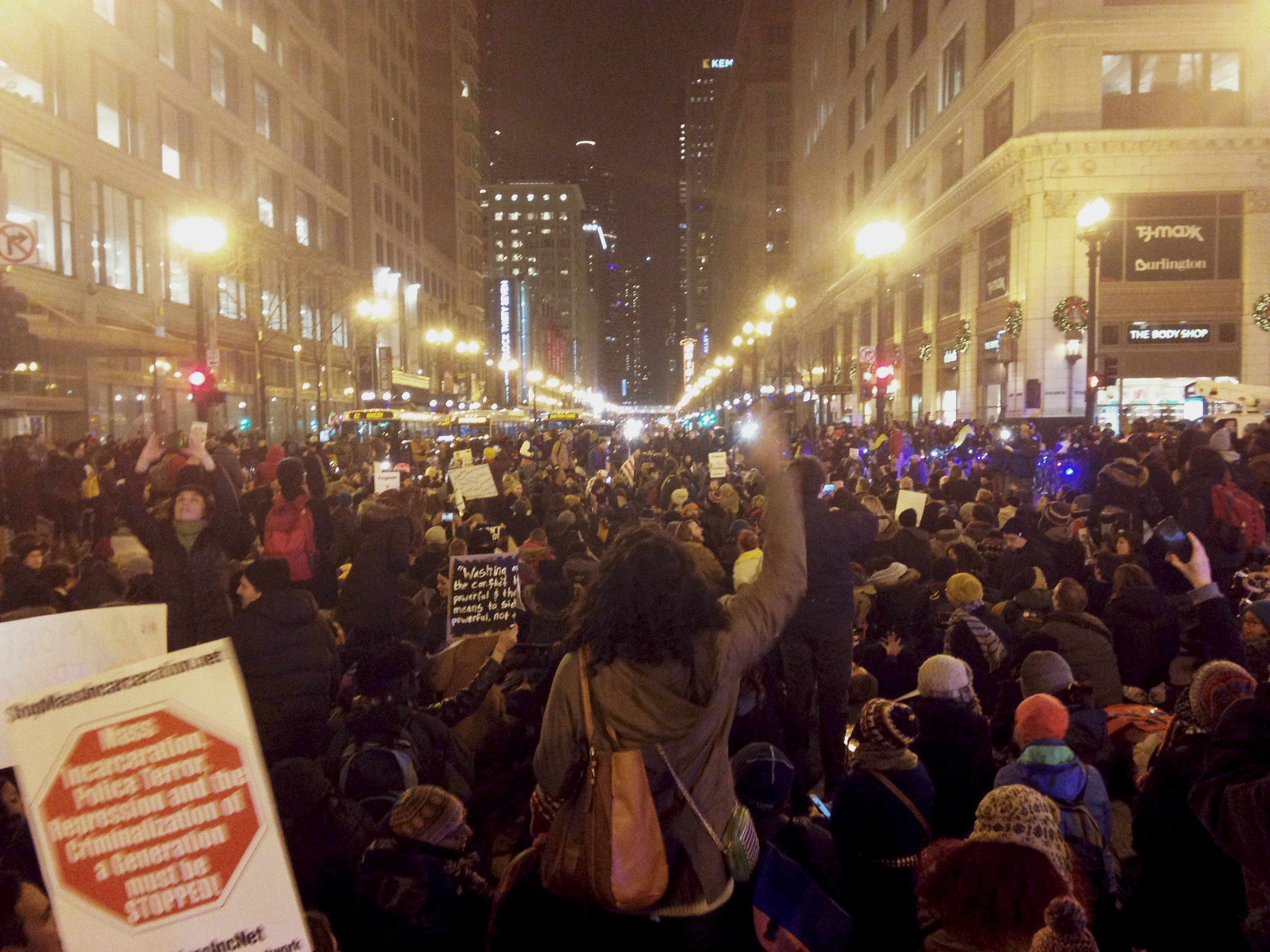
… Chicago
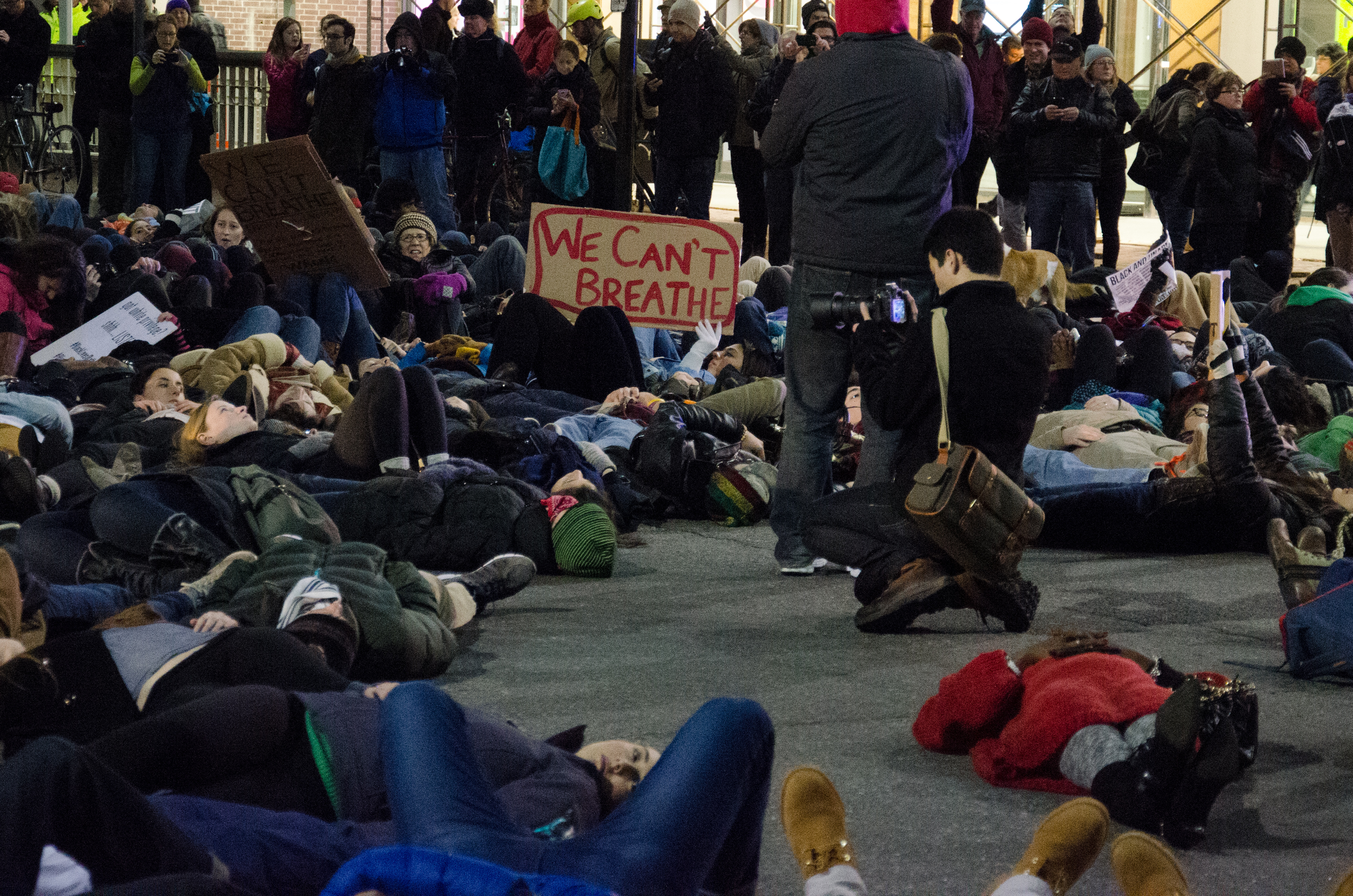
… Boston
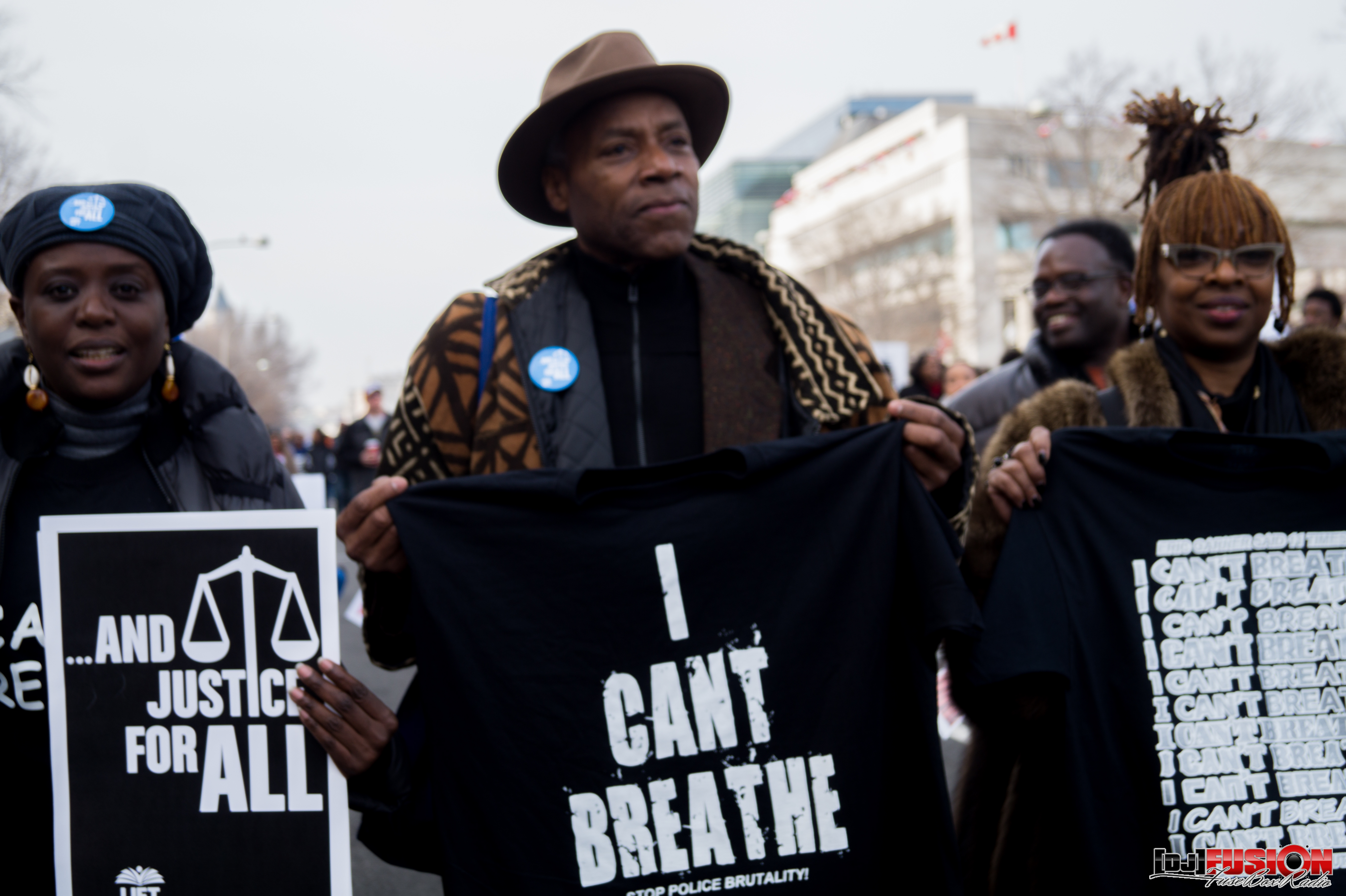
… Washington, D.C.
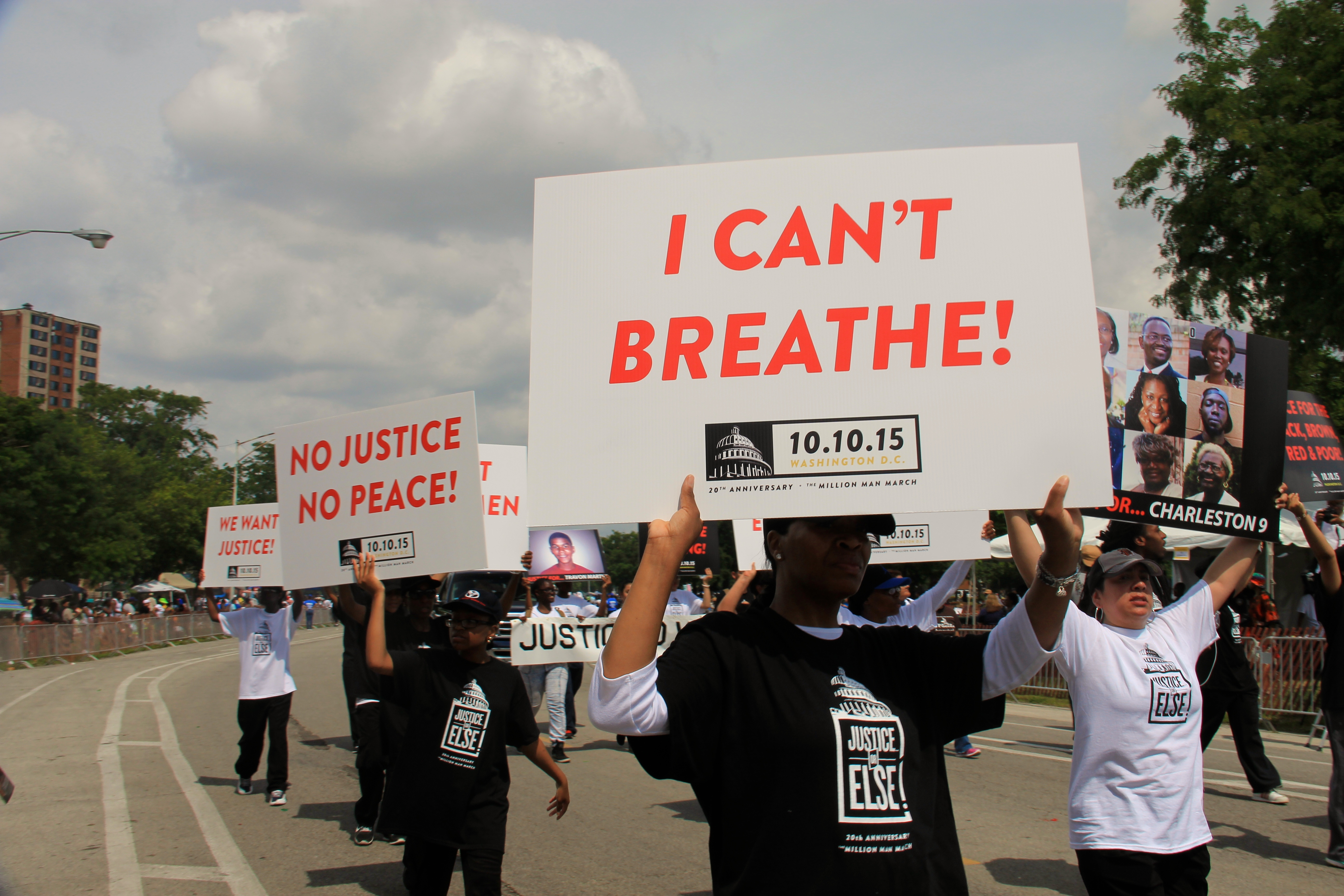
… Bud Billiken Parade 2015

Garners Familie reichte eine notice of claim als Vorstufe zu einer Klage gegen die Stadt New York ein, in der sie Entschädigung in Höhe von 75 Millionen US-Dollar für Garners Tod forderten. Der Rechtsstreit wurde im Juli 2015 noch vor dem Einreichen der endgültigen Klage durch einen Vergleich beigelegt, in dem die Stadt sich zur Zahlung von 5,9 Millionen Dollar (umgerechnet 5,3 Millionen Euro) an die Familie verpflichtete.
Am 16. Juli 2019 teilte das US-Justizministerium mit, es werde gegen keinen der beim Tod Garners involvierten Polizisten juristisch vorgehen. Garners Mutter appellierte daraufhin an den Polizeichef von New York City, Pantaleo aus dem Polizeidienst zu entlassen, was am 19. August 2019 auf Anraten einer behördeninternen Richterin tatsächlich geschah. Pantaleos Anwalt kündigte an, auf Wiedereinstellung zu klagen.
Am 8. Juni 2020 verabschiedete die New York State Assembly, das Unterhaus des Staats New York, inmitten der landesweiten Krise um die Tötung des Afroamerikaners George Floyd durch Polizisten in Minneapolis ein Gesetz, das den Namen Eric Garners trägt. Der Eric Garner Anti-Chokehold Act verschärfte das in der Stadt New York schon seit 1993 bestehende Verbot des Würgegriffs insofern, als das Verletzen oder Töten eines Menschen durch die Methode fortan als Verbrechen mit einer Höchststrafe von bis zu 15 Jahren Haft geahndet werden kann. Nach offiziellen Angaben der Kammer waren von Angehörigen der Polizei der Stadt New York (NYPD) seit dem Tod Garners 996 Personen in den Würgegriff genommen worden.